# まきのめぐみ
まきの めぐみ（本名:牧野惠巳、1978年9月11日 - ）は、日本の歌手。宮城県本吉郡南三陸町（旧歌津町）出身。日本トラステック所属。

## 人物・エピソード
国際興業観光バス会社のバスガイドを経て、2003年に歌手に転向。
同年11月19日、『つぐみ』でデビューした。
2012年にアルバム『こころ～COCORO』を発売。
2015年8月14日、オフィシャルブログ上にて無期限活動休止を発表。テレビ・ラジオでの活動含め、一切の芸能活動を休止することとなった。

## 略歴
2003年11月
- 1stシングル「つぐみ」でデビュー。

2004年
- 第37回日本有線大賞有線音楽賞を受賞

2011年10月
- 米国ロサンゼルス南カリフォルニア県人会の招待にて、まきのめぐみショーを開催し被災地へ約17万ドルの義援金を預かる。

2012年6月
- 宮城県南三陸町復興応援大使拝命。

2012年8月
- ミニアルバム「こころ」をリリース。

2013年3月
- Jリーグ 開幕戦 ベガルタ仙台対ヴァンフォーレ甲府の試合にて国歌独唱を行う。

2013年5月
- プロ野球 セ・パ交流戦 楽天 対 巨人の試合にて国歌独唱を行う。

2013年6月
- ニューシングル「サヨナラをさがせない」をリリース。

2014年5月
- BEGIN 比嘉栄昇 作詞・作曲による地元南三陸町歌津の応援歌「歌津さきてけさい」をリリース。

2014年6月
- プロ野球 セ・パ交流戦 楽天 対 巨人の試合にて2度目の国歌独唱を行う。

2014年
- みやぎ生協の依頼を受け、同生協の産直ブランド「めぐみ野」テーマソングを制作。

2015年8月
- オフィシャルブログにて無期限活動休止を発表。

2016年2月
- Facebookにて結婚を発表。

## ディスコグラフィー

### シングル
- 2003年11月19日 『つぐみ』 c/w 「想い出が泣くから」
- 2004年7月21日 『つばさ』 c/w「湘南ローズ」
- 2005年4月27日 『ナギサ』 c/w「恋は水玉モード」
- 2005年11月23日 『心のままに』 c/w「Sweet Tears」
- 2007年10月17日 『東京～あなたと過ごした青春～』 c/w「涙くんさよなら」
- 2013年6月 『サヨナラをさがせない』
- 2014年5月 『歌津さきてけさい』

### アルバム
- 2006年2月1日 『Dramatic Songs』
- <CD>

1. 「心のままに」
2. 「恋は水玉モード
3. 「湘南ローズ」
4. 「つぐみ」
5. 「ナギサ」
6. 「つばさ」

- <DVD>

1. 「つぐみ」
2. 「つばさ」
3. 「ナギサ」

- 2012年8月8日 『こころ～ＣＯＣＯＲＯ』

## テレビ出演
2004年2月
- NHK 「NHK歌謡コンサート」

2004年6月
- NHK NHK歌謡コンサート

2004年12月
- TBS「第37回日本有線大賞」

2004年12月
- NHK BS「日本のうた」

2005年6月
- NHK BS 日本の歌

2005年7月
- NHK NHK歌謡コンサート

2006年1月
- NHK BS 日本の歌

2007年
- テレビ東京「洋子の演歌一直線」

## レギュラー番組

### ラジオ
- うたまつり!（TBCラジオ　毎週日曜12:30～13:00）
- まきのめぐみの青空日記!（DateFM　毎週土曜12:00～12:25）

## 過去のレギュラー番組

### テレビ
- 平成歌謡塾（全国18局ネット、CS放送「スターカラオケチャンネル」） カラオケレッスンコーナーアシスタント

### ラジオ
- まきのめぐみと三代目コロムビア・ローズの歌めぐり風だより（全国18局ネット）
- うたまつり!（TBCラジオ　毎週日曜12:30～13:00）
- まきのめぐみの青空日記!（DateFM　毎週土曜12:00～12:25）

### インターネット
- まきのめぐみとKちゃんの内容の無い音楽会 （あっ!とおどろく放送局、2007年7月3日-9月25日）
- まきのめぐみとモノマネエンタメショー （あっ!とおどろく放送局、2007年10月2日-2008年1月1日）